# Bianca Beauchamp
Bianca Stéphanie Beauchamp (pronuncia francese  [bjɑ̃ka stefani boʃɑ̃] ; Montréal, 14 ottobre 1977) è una modella e attrice pornografica canadese, nota per i suoi servizi fotografici in stile fetish, glamour e latex.

## Biografia
È nata a Montréal, nel Québec, da padre franco-canadese e da madre italiana; i suoi genitori hanno deciso di chiamarla Bianca in onore della prima moglie di Mick Jagger, leader del gruppo rock and roll britannico The Rolling Stones.
Cresciuta in un quartiere a basso reddito della città canadese, ha dichiarato di aver superato l'esame di accesso per una scuola superiore privata esclusiva, terminando il liceo all'età di 16 anni.

### Attività come modella
All'età di 18 anni ha incontrato l'aspirante fotografo Martin Perreault, con il quale andò a vivere ed a cui è legata sentimentalmente; egli la considerava la sua musa ispiratrice, anche se la Beauchamp ha dichiarato che inizialmente strappava le foto per le quali aveva posato ma con il tempo ha iniziato a divertirsi a posare.
Dopo il diploma iniziò un corso in letteratura francese al CEGEP (Collège d'enseignement général et professionnel) per poi intraprendere studi universitari di lingua francese all'Università del Québec à Montréal, con l'obiettivo di diventare insegnante di lingua francese.
Intorno al 1995 acquistò il suo primo vestito in lattice, dichiarando in seguito che amava il modo in cui tale materiale contornasse tutto il suo corpo e quanto fosse speciale per lei tale materia prima. Quindi, nel 1998, insieme a Perreault, fondò il sito latexlair.com, in cui iniziò ad impiegare tale materiale negli scatti che realizzava. Durante un tirocinio scolastico che stava svolgendo presso la sua vecchia scuola superiore però, un membro dello staff scoprì l'esistenza del sito e, seppur non contenesse all'epoca nudi, le consigliò di chiuderlo, cosa che lei fece.

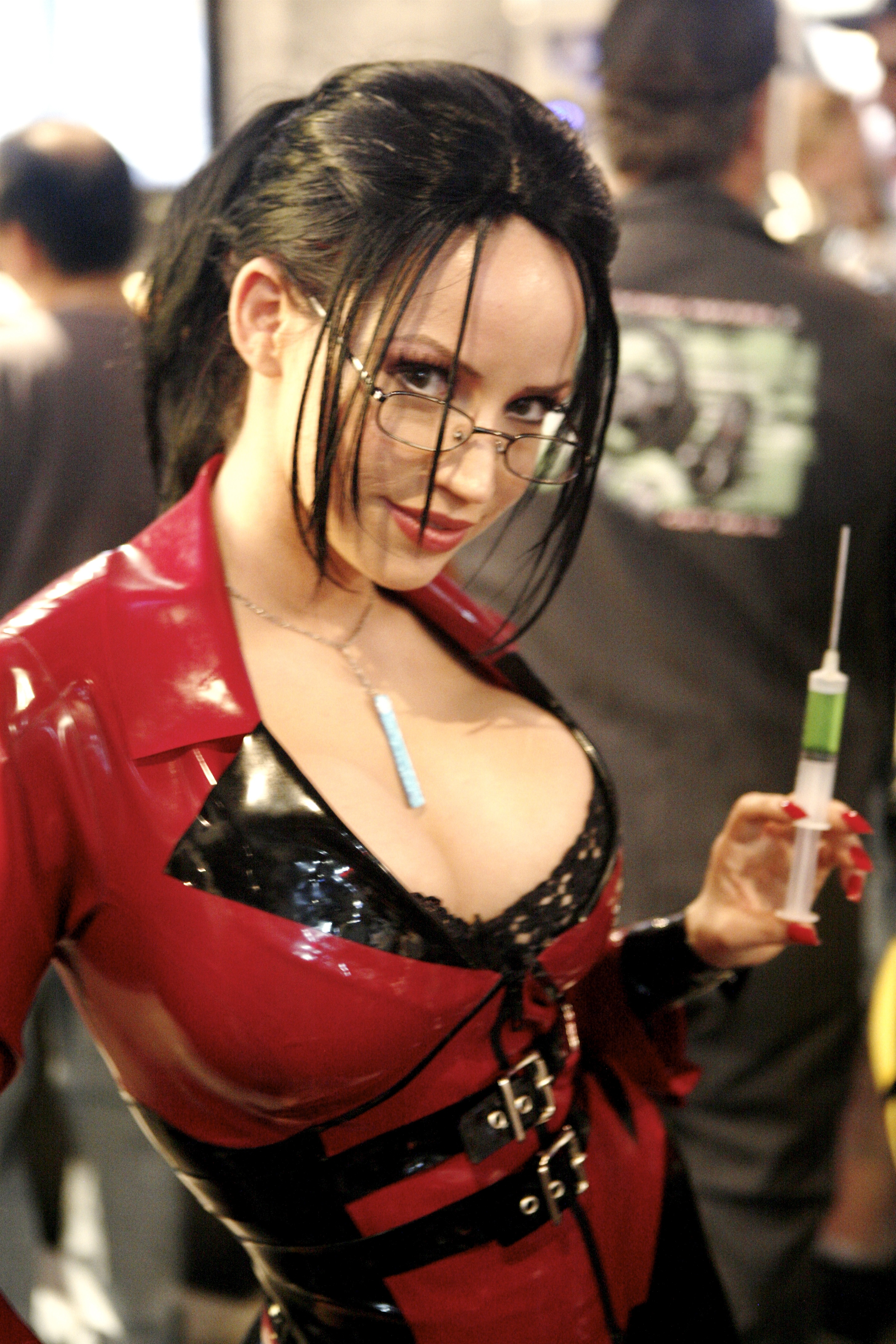
Bianca Beauchamp vestita da Elexis Sinclaire, 2006

Tuttavia, al termine di tale periodo di formazione il sito venne riaperto. A tal proposito, la Beauchamp ha affermato che l'università le avrebbe comunicato che qualora Latex Lair fosse rimasto online nel corso di altri tirocini a cui lei doveva partecipare sarebbe stata bocciata. Dopo essersi resa conto di come la sua passione per l'attività di modella superasse quella per l'insegnamento, ha deciso di lasciare l'università all'età di 23 anni.
Ha lavorato da McDonald's, in un negozio di video, in un sexy shop e come cameriera di uno strip club mentre stabiliva i successivi passi per intraprendere definitivamente la sua attività come modella. In seguito ha posato per servizi fotografici pubblicati dalla rivista britannica Bizarre e da Heavy Rubber, Marquis, Nightlife, Penthouse, Playboy, Skin Two e Whiplash.
Nel 2006, attraverso la collaborazione tra il suo sito web e Ritual Entertainment, ha interpretato il personaggio di Elexis Sinclaire, CEO dell'industria SinTEK, nel videogioco videogioco SiN Episodes.
A gennaio 2007 è apparsa sulla copertina della rivista Bizarre per la sesta volta; nello stesso anno ha rappresentato Hype Energy al Gran Premio di Formula 1 del Canada del 2007. Le sue foto sono state inoltre pubblicate in diverse edizioni speciali di Playboy, sulla copertina di Book of Lingerie Playboy Special Edition e del calendario Girls of Canada di Playboy per due volte.
Nel 2008 la Beauchamp è stata nominata al trentunesimo posto della classifica Top 99 Women of the Year,  dedicata alle 99 celebrità femminili dell'anno dal portale askmen.com. L'anno successivo ha poi migliorato la sua posizione nella stessa classifica per il 2009, conquistando il ventiquattresimo posto.
Nel 2009 è quindi apparsa per la nona volta sulla copertina di Bizarre, confermandosi come la modella ad aver posato per la copertina della rivista britannica il maggior numero di volte. Nel 2014 è uscito l'ultimo numero della rivista, con la Beauchamp in copertina per la sua dodicesima volta.  Ha dichiarato di aver fondato un sito web chiamato BB Glam in cui pubblicava sue foto nuda a seguito della richiesta dei fans della rivista Playboy di vederla senza veli; combinandolo con Latex Lair ha creato il portale ILOVEBIANCA dove attualmente pubblica sue foto e video di tipo latex, glam e nudo.

### Attività come attrice pornografica
Nel 2017 ha iniziato a sperimentare anche l'aspetto pornografico lanciando un suo canale Onlyfans. Nel 2022 ha ufficialmente debuttato come attrice nell'industria cinematografica porno con PurgatoryX, ma ha girato alcune scene anche con AdultTime.

### Apparizioni in libri e film
Nel 2006 ha autoprodotto il libro Bianca Beauchamp - Fetish Sex Symbol in cui ripercorre la sua carriera di modella, con particolare riferimento al tema del fetish Il volume contiene 208 pagine a colori ed è offerto in due diverse copertine, una blu ed una viola). Sono state stampate 1.000 copie di ciascuna edizione.
Nel 2007 ha rilasciato Bianca Beauchamp: All Access, reality-documentario di 85 minuti diretto e montato da Martin Perreault presentato in anteprima al Fantasia Film Festival a luglio e reso poi disponibile a settembre dello stesso anno anche in versione DVD a 2 dischi. Dopo aver scoperto al Fantasia Film Festival il documentario, La casa di produzione americana HALO 8 Entertainment si è assicurata i diritti cinematografici, home video e televisivi in tutto il mondo ed ha programmato l'uscita del film in DVD il 29 gennaio 2008.
Nell'agosto 2008 viene presentato in anteprima al Montréal Fetish Weekend e pubblicato il DVD di Bianca Beauchamp All Access 2: Rubberised, documentario prodotto sempre con Perrault in cui viene ripercorso un evento fetish in 3 giorni. Il DVD è rilasciato contestualmente alla presentazione.
Nel 2014 è comparsa, insieme a Daniel Baldwin, Ron Jeremy, Michael Madsen e Malcolm McDowell, nel film slasher Lady Psycho Killer. Tra il 2010 e il 2015 ha pubblicato inoltre BIANCA SESSIONS, collana di 13 libri fotografici di 74 pagine. Ha inoltre prodotto tre calendari per gli anni 2014, 2015 e 2016.

## Vita privata
Si dichiara bisessuale.

### Operazioni al seno
Subito dopo aver iniziato a concentrarsi sullo sviluppo della sua carriera come modella, la Beauchamp ha iniziato un regime di fitness per mantenersi in forma. Tuttavia, a seguito di tale scelta ha riscontrato una diminuzione delle dimensioni del proprio seno, decidendo pertanto di sottoporsi ad un intervento di mastoplastica additiva, aumentando la dimensione della coppa dalla 32C alla 34D.
Dopo un anno, trovando insoddisfacenti le protesi saline, si è sottoposta a un secondo intervento chirurgico impiantando protesi al silicone leggermente più grandi, aumentando quindi la dimensione della coppa alla 32DD. Quindi, nel 2009 ha eseguito un terzo intervento, portando le protesi al silicone a 800 cc e la dimensione della coppa alla 32FF. Ha respinto alcune critiche arrivatele rispetto alla decisione di sottoporsi ad interventi di mastoplastica additiva, dichiarando di ritenere ipocrita il fatto di applaudire le persone per aver migliorato il loro intelletto e di condannarle per la scelta di migliorare i propri corpi.

## Premi e riconoscimenti
AVN Awards
- 2024 - Candidata al premio Fan Award: Favorite Domme

## Filmografia

### Film
- Bianca Beauchamp: All Access, regia di Martin Perrault (2007) - Ruolo: sé stessa
- Bianca Beauchamp: All Access 2: Rubberized at the Montréal Fetish Weekend, regia di Martin Perrault (2008) - Ruolo: sé stessa
- Lady Psycho Killer, regia di Nathan Olivier (2015) - Ruolo: Stripper
- Spatss!, regia di Régis Loisel (2018) - Ruolo: Blonde Brigitta Bardotti

### Televisione
- Heroes of the North, serie tv canadese (2015) - Ruolo: Crimson

### Filmografia pornografica parziale
- Bianca needs to punish Bella (2018)
- My Stepmom Is a Slut Vol 2 E1 (2023)
- My Stepmom Is a Slut Vol 2 E2 (2023)
- My Stepmom Is a Slut Vol 2 E3 (2023)
- Raunchy Realtor (2024)